# Gabriel Rhawi
Gabriel Rhawi (* 9. Januar 1988) ist ein Schwede assyrischer Abstammung, der aktuell im Kader des schwedischen Zweitligavereins Assyriska Föreningen steht. Bereits in der Jugend spielte er durchgehend für Assyriska, bis er dann 2007 den Durchbruch in den Profikader schaffte. Der 1,70 m große und 64 kg schwere Linksfuß hat im Mittelfeld die Nummer 17 und hat in der laufenden Saison 08/09 in der "Superettan" ein Spiel bestritten und ist daher nur zweite Wahl im Kader. Seine Schwester ist mit dem Gladbacher Fußballprofi Sharbel Touma verheiratet. Sein gleichnamiger Cousin, der am 1. Januar 1986 geboren ist und ebenfalls den Sprung in den Profikader von Assyriska geschafft hatte, jetzt jedoch seine Karriere beendet hat, wird in diversen Fußball-Homepages mit ihm verwechselt.
| Personendaten    | Personendaten               |
| ---------------- | --------------------------- |
| NAME             | Rhawi, Gabriel              |
| KURZBESCHREIBUNG | schwedischer Fußballspieler |
| GEBURTSDATUM     | 9. Januar 1988              |